# خوان ماتا ماتا
خوان ماتا ماتا هو لاعب كرة قدم إسباني، ولد في 27 أبريل 1964.